# My Bromance
My Bromance (thailandese: พี่ ชาย My Bromance, Phichai My Bromance) è un film thailandese del 2014 diretto da Nitchapoom Chaianun con protagonisti Teerapat Lohanan e Pongsatorn Sripinta, ispirato all'omonima novel. Girato nel 2013 principalmente a Chiang Mai, è uscito nei cinema il 20 febbraio 2014. Ha guadagnato 102.000 dollari al box office.
Il 13 dicembre 2014 è stato rivelato che la produzione aveva iniziato le riprese di un sequel seriale per la televisione, poi trasformatosi in remake con attori nuovi: My Bromance - Phichai: The Series.
Il 18 maggio 2015 è uscito un seguito del film sotto forma di cortometraggio, intitolato My Bromance: Reunion, mentre il 2 settembre 2017, Wayufilm ha confermato con un teaser ufficiale l'inizio delle riprese per il sequel cinematografico vero e proprio, My Bromance 2, in uscita nel 2018.

## Trama
Golf vive in una grande casa, suo padre è spesso fuori per lavoro e sua zia non sposata è infelice. Risente della perdita della madre e per questo è aggressivo e irascibile, deprivato dell'attenzione del padre. Una nuova moglie arriva con un figlio adolescente, di un paio di mesi più giovane di Golf. Bank, d'altra parte, è dolce, premuroso e attraente e spera che la sua nuova famiglia finisca con l'accettarlo.
Il suo arrivo provoca però il risentimento del nuovo fratellastro. Prima di accettarsi e comprendersi, i due dovranno imparare l'arte del vivere insieme, per superare gli ostacoli frapposti loro dal proprio ambiente, finendo con l'innamorarsi poco alla volta l'uno dell'altro.